# Tofig Huseynov
Tofig Huseynov (in azero Tofiq Mirsiyab oğlu Hüseynov ; Xocalı, 19 aprile 1954 – Xocalı, 26 febbraio 1992) è stato un militare azero, eroe nazionale dell'Azerbaigian di origini turche-mescheti, combattente della prima guerra del Nagorno Karabakh.

## Biografia
Nacque il 19 aprile 1954 a Khojaly. Tra il 1961 e il 1971 ha frequentato la scuola secondaria. Nel 1974 viene arruolato nell'esercito sovietico, terminando il servizio militare nel 1976.
Nel 1991 fu uno dei fondatori del gruppo di autodifesa di Khojaly, in seguito venne nominato comandante. Gli abitanti del villaggio lo hanno soprannominato Mikhaylo. Gli armeni, dal villaggio di Naragux sparavano spesso verso Khojaly. Tofig fu in grado di identificare l'origine di questi attacchi, distruggendo le attrezzature degli armeni. Poi, insieme ad Alazan, con un'incursione, fu in grado di distruggere l'artiglieria degli invasori armeni sita nel villaggio di Mehdikend. In questo villaggio Tofig ha catturato dieci militanti armeni. Il suo nome al fronte divenne una leggenda. Dopo questa operazione, fu promosso al grado di maggiore. L'ultima battaglia di Mikhailo, del 26 febbraio 1991 avvenne a Khojalyː fu uno dei più terribili genocidi del secolo, anche se fu in grado di salvare un certo numero di residenti pacifici. A un certo punto Tofig fece esplodere una granata portando con sé decine di militanti armeni, quella notte chiuse per sempre gli occhi, sacrificandosi per la sua patria.

## Vita privata
Ha lasciato tre figli, Yasaman Huseynova, Afsana Huseynova, Murad Huseynov. Anche i genitori di Tofig vennero uccisi durante la guerra, mentre uno dei suoi fratelli fu catturato e ucciso, un altro sopravvisse.

## Onorificenze
Tofig Huseynov, figlio di Mirsiyab, venne insignito del titolo di Eroe nazionale dell'Azerbaigian con il decreto numero 833, emanato il 7 luglio 1992, dal presidente della Repubblica dell'Azerbaigian.
- 1992 — Eroe Nazionale dell'Azerbaigian

È  sepolto nel Vicolo dei Martiri nella città di Baku.